# Nibaaf
Nibaaf is een bestuurslaag in het regentschap Timor Tengah Utara van de provincie Oost-Nusa Tenggara, Indonesië. Nibaaf telt 814 inwoners (volkstelling 2010).